# Феррер-и-Фито, Рафаэль
Рафаэль Феррер-и-Фито (кат. Rafael Ferrer i Fitó; 22 мая 1911, Сан-Селони — 26 марта 1988, Барселона) — испанский композитор и дирижёр.
В детские годы играл на тромбоне в кобле — вокально-инструментальном ансамбле, сопровождающим каталонский народный танец сардану. От руководителя ансамбля получил первые уроки игры на скрипке, затем учился в Барселонской муниципальной школе музыки у Эдуардо Тольдры, Льюиса Мильета и Энрика Мореры. Играл на скрипке в оркестре Пабло Казальса (1931—1939) и различных камерных ансамблях. В 1962—1967 гг. возглавлял Муниципальный оркестр Барселоны. Руководил также кафедрой скрипки в Барселонской консерватории.
Автор 29 сардан, из которых особую известность получили «Врата ангелов» (кат. Portal de l'Àngel; 1961) и «Зелень сосен, синева моря» (кат. Verd de pi, blau de mar; 1975). Написал также концерт для скрипки с оркестром (1950), балет «Романс кузницы» (исп. Romance de la fragua), два цикла песен на стихи Жосепа Висенса Фойша под общим названием Фойшианы (1975) и др. Автор музыки к ряду испанских фильмов, в том числе анимационных.